# Pascal Basset-Chercot
Pascal Basset-Chercot, né le 1er avril 1956 à Lyon (France), est un écrivain français auteur de romans policiers et de littérature d’enfance et de jeunesse.
Ses premiers romans sont signés P.-B. Chercot.

## Biographie
Après avoir travaillé comme journaliste pigiste à France-Soir, il publie en 1987 son premier roman, Un ascenseur vers la mort, qu'il signe P.-B. Chercot.
En 1988 il participe à un concours organisé par l'hebdomadaire Télérama et son roman Baby-blues obtient le prix Patricia Highsmith sans que ni le jury, ni l’éditeur Calmann-Lévy, ne fassent le rapprochement avec l'auteur des trois romans publiés au Fleuve noir.
Plusieurs de ses romans mettent en scène l'inspecteur de police Jacques Deveure dit Le Boiteux, handicapé d'un pied à la suite d'une arrestation mouvementée. Paul Maugendre le décrit comme « un homme cynique qui, néanmoins, cache sous sa carapace de dur à cuire une nature profondément humaniste ».
Il publie également, en 1991, Toine, mémoires d’un enfant laid, l'histoire d'un enfant enfermé dans un placard par l'un des amants de sa mère ; « avec naïveté, stoïcisme et placidité, il jette un regard sur le monde extérieur. Il ne connaît ni l'amour, ni la haine, ni la justice, ni la révolte ».
En 1995 il fait paraître La Passion du Sâr « un livre envoûtant comme en écrivait Conan Doyle lorsqu'il découvrit le spiritisme ».
Il est également l'auteur de plusieurs romans de littérature d'enfance et de jeunesse, dont la trilogie Les Chants Interdits parue en 2011 et 2012 chez Gründ.

## Œuvre

### SérieLe Boiteux

#### Romans signés P.-B. Chercot
- Un ascenseur vers la mort, Fleuve noir, Spécial Police no 2042 (1987)  (ISBN 2-265-03508-4) ;
- Un attentat sous surveillance, Fleuve noir, Spécial Police no 2060 (1987)  (ISBN 2-265-03628-5) ;
- Tête de Maure, Fleuve noir, Spécial Police no 2070 (1987)  (ISBN 2-265-03692-7).

#### Romans signés Pascal Basset-Chercot
- Baby-blues, Calmann-Lévy (1988)  (ISBN 2-7021-1740-6), réédition Presses Pocket no 3132 (1989)  (ISBN 2-266-03135-X), réédition Presses Pocket no 12160 (2005)  (ISBN 2-266-14116-3) ;
- Le Zoo du pendu, Calmann-Lévy (1990)  (ISBN 2-7021-1867-4), réédition Presses Pocket no 12157 (2005)  (ISBN 2-266-14113-9) ;
- Le Baptême du Boiteux, Calmann-Lévy (1993)  (ISBN 2-7021-2290-6), réédition Le Grand livre du mois (1993), réédition Presses Pocket, coll. « Pocket policier » no 12156 (2005)  (ISBN 2-266-14112-0) ;
- Le Bûcher du Boiteux, Calmann-Lévy (1996)  (ISBN 2-7021-2553-0), réédition Presses Pocket no 12155 (2007)  (ISBN 2-266-14111-2) ;
- Le Diable et le Boiteux, Calmann-Lévy (1998)  (ISBN 2-7021-2884-X).
- Os Glacés, éditions du Poutan (2024)  (ISBN 978-2-37553-217-1)

### Autres romans signés Pascal Basset-Chercot
- Toine, mémoires d'un enfant laid, Calmann-Lévy (1991)  (ISBN 2-7021-2019-9), réédition Le Grand livre du mois (1991) ;
- La Passion du Sâr, Calmann-Lévy (1995)  (ISBN 2-7021-2434-8) ;
- Un baiser de Malmédy, Calmann-Lévy, coll. « Calmann-Lévy crime » (2003)  (ISBN 2-7021-3389-4) ;
- Sang et Lumière, Calmann-Lévy, coll. « Calmann-Lévy suspense » (2005)  (ISBN 2-7021-3634-6), réédition France Loisirs, coll. « Thriller » (2005)  (ISBN 2-7441-8548-5).

### Romans de littérature d’enfance et de jeunesse
- Morgane, groupe Bayard, coll. « Je bouquine » no 140 (2003)  (ISBN 2-7470-0859-2) ;
- La Fille qui chante, Éditions Gründ, coll. « Gründ romans » (2011)  (ISBN 978-2-7000-3237-6) ;
- Le Massacre des Lombes, Éditions Gründ, coll. « Gründ romans » (2012)  (ISBN 978-2-324-00250-2) ;
- Le Pacte de Manfroide, Éditions Gründ, coll. « Gründ romans » (2012)  (ISBN 978-2-324-00323-3).

### Autre ouvrage
- Sur la route du Val de Loire, éditions OTC (2006)  (ISBN 2-9527013-0-X).

## Traductions / droits secondaires
A. Mondadori (Italie)
- Baby Blues,
- Le zoo du Boiteux,
- Le baptême du Boiteux,
- Le bûcher du Boiteux,
- Un baiser de Malmédie.

Shinchosha Company (Japon)
- Baby Blues.

Eichborn Verlag (Allemagne)
- Baby Blues,
- Le zoo du Boiteux.

Knaur Krimi (Allemagne)
- Baby Blues,
- Le zoo du Boiteux.

Éditions LAIA (Espagne)
- Baby Blues.

Éditions Kucuk Ev Yayinlari (Turquie)
- Morgane.

Presse Pocket
- Baby Blues,
- Le Zoo du pendu,
- Le Baptême du Boiteux.

Le Grand livre du Mois
- Toine,
- Le baptême du Boiteux.

## Filmographie

### Adaptations
- 1999 : Le Boiteux : Baby blues, téléfilm français réalisé par Paule Zajdermann, adaptation du roman Baby-blues ;
- 2000 : Le Baptême du boiteux, téléfilm français réalisé par Paule Zajdermann, adaptation du roman éponyme ;
- 2002 : Le Zoo du boiteux, téléfilm français réalisé par Philippe Venault, adaptation du roman Le Zoo du pendu.